# Parada e Sendim da Ribeira
Parada e Sendim da Ribeira (oficialmente: União das Freguesias de Parada e Sendim da Ribeira) é uma freguesia portuguesa do município de Alfândega da Fé, com 25,04 km² de área e 208 habitantes (censo de 2021). A sua densidade populacional é 8,3 hab./km².

## História
Foi constituída em 2013, no âmbito de uma reforma administrativa nacional, pela agregação das antigas freguesias de Parada e Sendim da Ribeira com sede em Parada.

## Demografia
A população registada nos censos foi:
| Distribuição da População por Grupos Etários | Distribuição da População por Grupos Etários | Distribuição da População por Grupos Etários | Distribuição da População por Grupos Etários | Distribuição da População por Grupos Etários | Distribuição da População por Grupos Etários |
| -------------------------------------------- | -------------------------------------------- | -------------------------------------------- | -------------------------------------------- | -------------------------------------------- | -------------------------------------------- |
| Antes da agregação                           |                                              |                                              |                                              |                                              |                                              |
| Ano                                          | 0-14 anos                                    | 15-24 anos                                   | 25-64 anos                                   | >= 65 anos                                   | Total                                        |
| 2001                                         | 35                                           | 23                                           | 129                                          | 116                                          | 303                                          |
| 2011                                         | 20                                           | 20                                           | 91                                           | 85                                           | 216                                          |
| Após a agregação                             |                                              |                                              |                                              |                                              |                                              |
| Ano                                          | 0-14 anos                                    | 15-24 anos                                   | 25-64 anos                                   | >= 65 anos                                   | Total                                        |
| 2021                                         | 16                                           | 25                                           | 90                                           | 77                                           | 208                                          |

## Localidades
A União de Freguesias é composta por várias aldeias:
- Parada
- Sardão
- Sendim da Ribeira